# 탄소기반 생명

탄소 원자의 루이스 구조는 4개의 원자가 전자를 보인다

탄소는 지구상의 모든 알려진 생명의 주요 구성 요소이며, 모든 건조 바이오매스의 약 45-50%를 차지한다. 탄소 화합물은 지구상에서 자연적으로 매우 풍부하게 발생한다. 복잡한 생물학적 분자는 탄소 원자가 다른 원소, 특히 산소와 수소, 그리고 종종 질소, 인, 유황(총칭하여 CHNOPS)과 결합된 것으로 구성된다.
탄소 분자는 가볍고 크기가 비교적 작기 때문에 효소가 조작하기 쉽다. 탄산 무수화효소는 이 과정의 일부이다. 탄소는 주기율표에서 원자 번호 6이다. 탄소 순환은 지구에서 장기간 생명을 유지하는 데 중요한 생물지구화학적 순환이다. 이 순환에는 탄소 격리와 탄소 흡수원이 포함된다. 판 구조론은 장기간의 생명에 필요하며 탄소 기반 생명은 판 구조론 과정에서 중요하다. 지구에서 38억~38억 5천만 년 전에 살았던 철과 유황 기반 산소 비발생 광합성 생명체는 풍부한 검은 셰일 퇴적물을 생성했다. 이 셰일 퇴적물은 특히 해저에서 열 흐름과 지각 부력을 증가시켜 판 구조론을 증가시키는 데 도움이 된다. 활석은 판 구조론을 구동하는 또 다른 유기 광물이다. 무기 과정도 판 구조론을 구동하는 데 도움이 된다. 탄소 기반 광합성 생명체는 지구에서 산소 증가를 일으켰다. 산소의 증가는 판 구조론이 최초의 대륙을 형성하는 데 도움이 되었다. 우주생물학에서는 우주의 다른 곳에 생명체가 존재한다면 그 역시 탄소 기반일 것이라고 자주 가정한다. 1973년 칼 세이건과 같은 비평가들은 이 가정을 탄소 쇼비니즘이라고 부른다.

## 갤러리

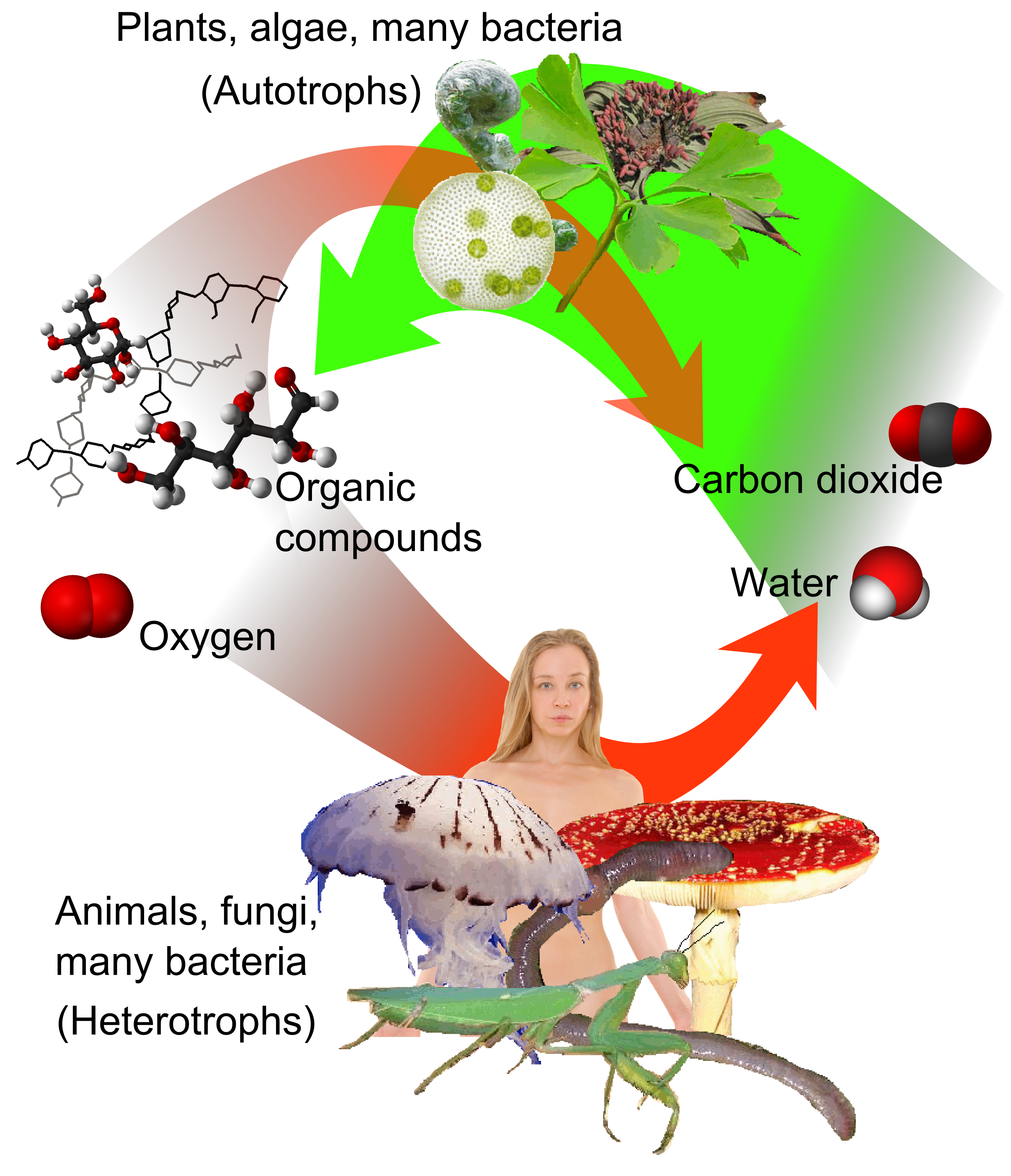
탄소 순환과 유기 화합물 형성 사이의 상관관계.
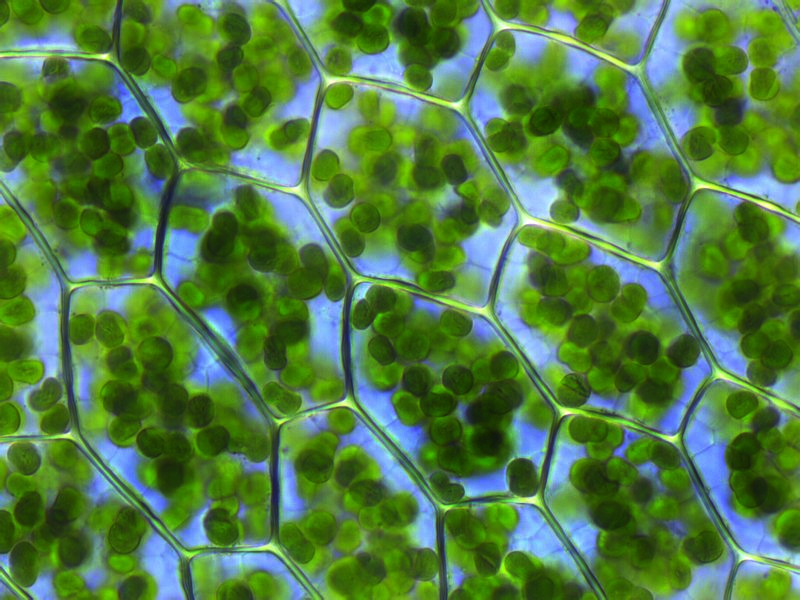
식물 세포벽(셀룰로오스)과 엽록체는 식물 세포와 다른 진핵 생물에서 광합성을 수행한다.
식물 세포벽의 셀룰로오스와 기타 다당류의 배열
세포 유형: 진핵 세포 (왼쪽) 및 원핵 세포 (오른쪽)
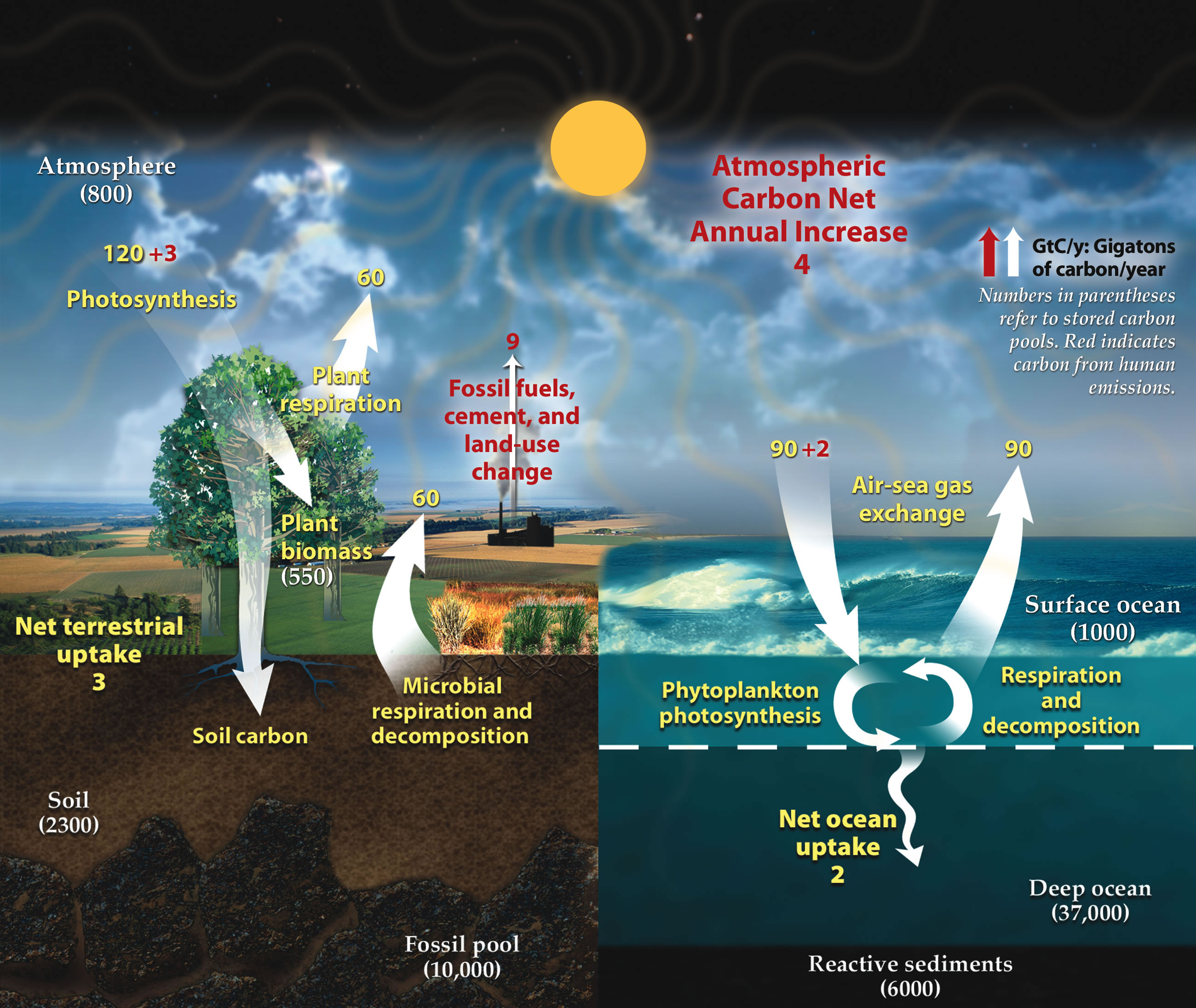
육지와 대기 사이의 탄소 이동을 보여주는 빠른 탄소 순환
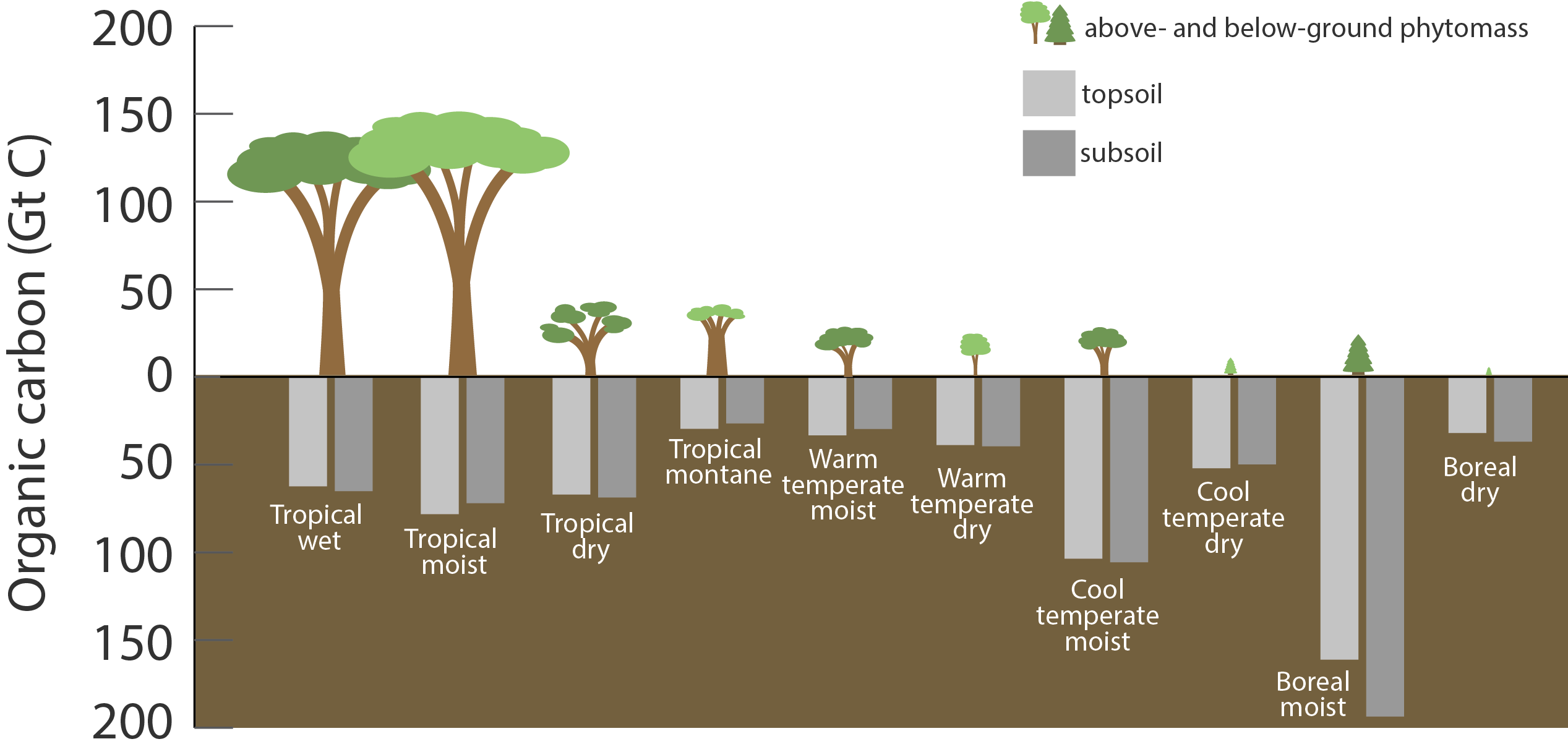
생태계에 저장된 탄소
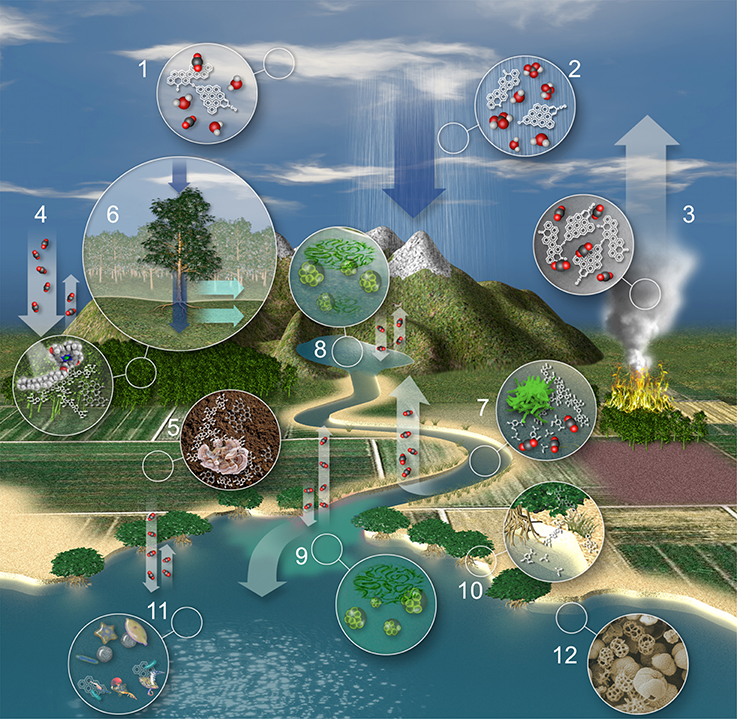
물이 흐를 때 탄소는 어디로 가는가
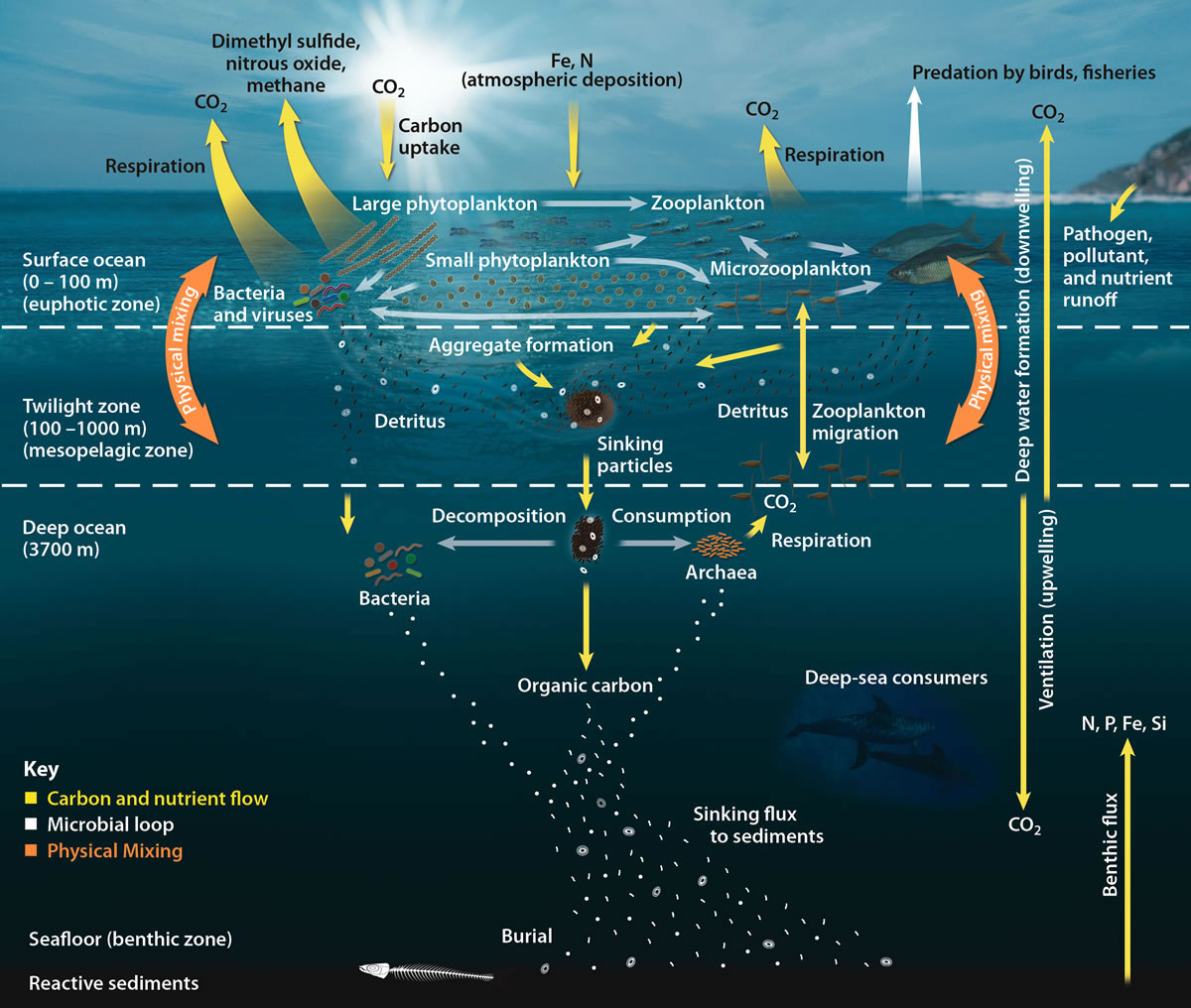
해양 탄소 순환
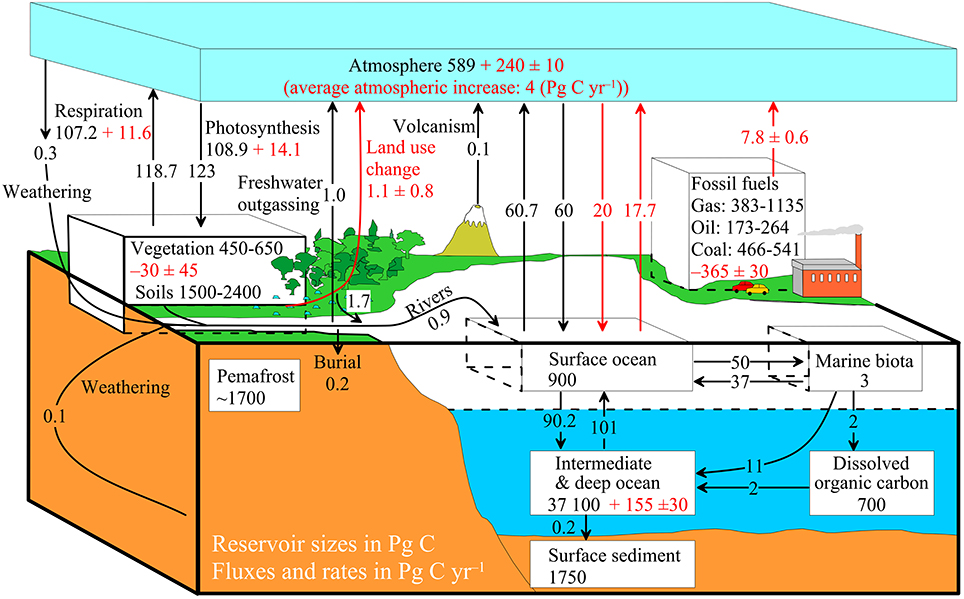
지구 탄소 순환의 단순화된 도표
탄소 순환도
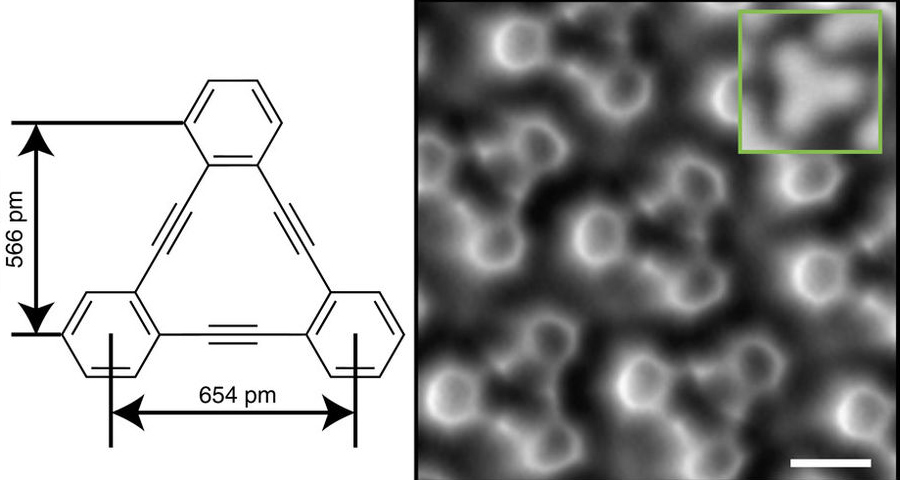
벤젠 내 탄소의 삼중 결합
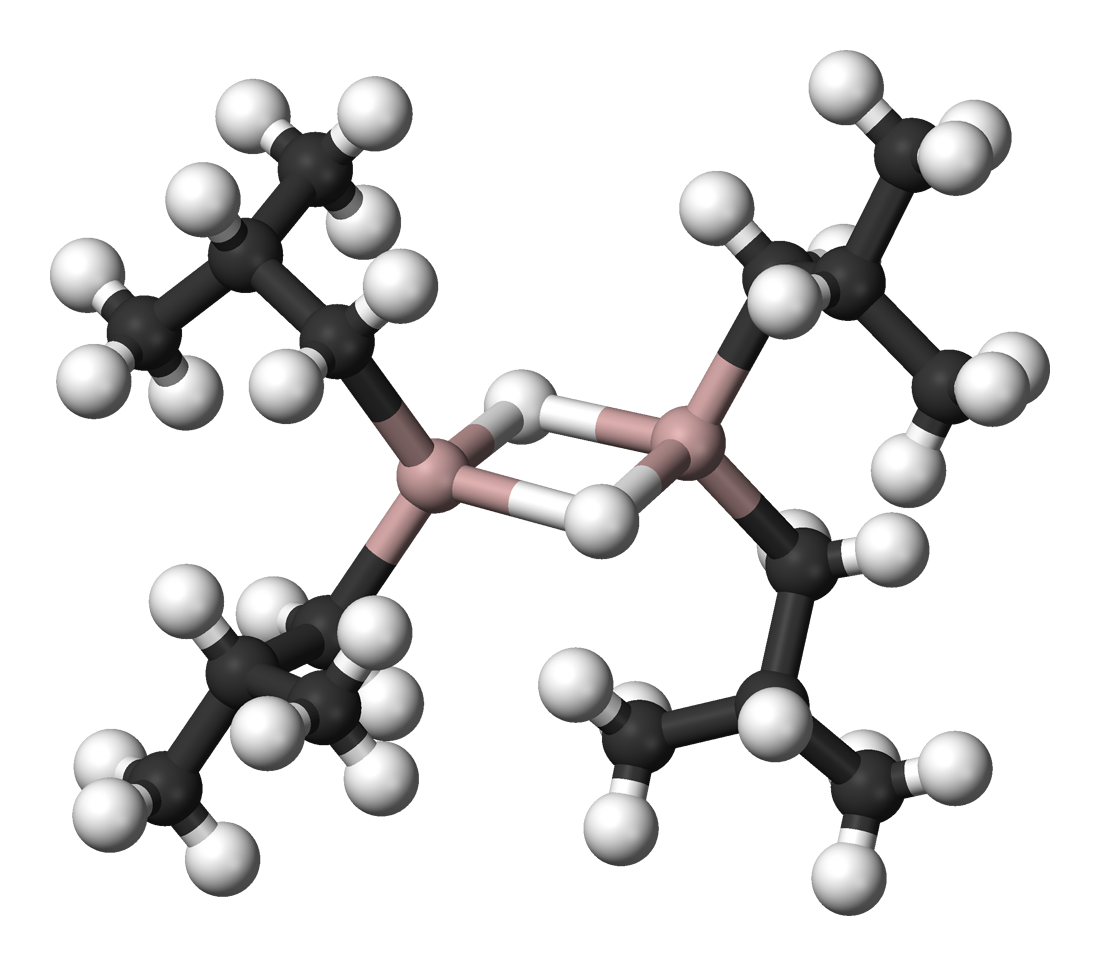
유기알루미늄 화학에서 분홍색으로 알루미늄을 표시하고 검은색으로 탄소와 결합된 것을 표시하고 흰색으로 수소를 표시하는 디이소부틸알루미늄 수소화물 모형
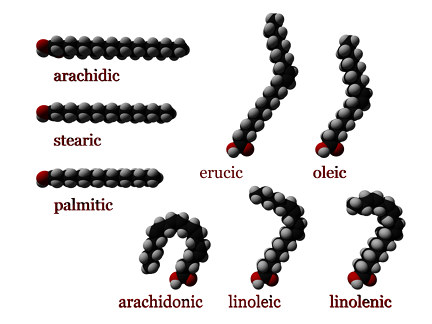
긴 탄소 사슬로 구성된 지방산

## 같이 보기
- 탄소원 (생물학)
- 세포 생물학
- CHONPS
- 다세포 생물의 주거 가능 영역